# Карамушко, Пётр Григорьевич (1916—2002)
Пётр Григорьевич Карамушко (1916—2002) — капитан 3-го ранга Военно-морского флота СССР, участник Великой Отечественной войны, Герой Советского Союза (1943).

## Биография
Родился 25 мая 1916 года в селе Грушевка, ныне — Апостоловского района Днепропетровской области Украины.
В 1935 году он окончил железнодорожный техникум, после чего работал кочегаром на железнодорожной станции «Апостолово», комендантом ТЭЦ в Нижнем Тагиле. В апреле 1940 года Карамушко был призван на службу в Рабоче-крестьянскую Красную Армию. С июня 1941 года — на фронтах Великой Отечественной войны. К сентябрю 1943 года старший сержант Пётр Карамушко был помощником командира взвода 196-й отдельной разведроты 112-й стрелковой дивизии 60-й армии Центрального фронта. Отличился во время битвы за Днепр.
В ночь с 22 на 23 сентября 1943 года Карамушко вместе с разведгруппой переправился через Днепр к северу от Киева и провёл разведку западного берега, доставив командованию ценные сведения. В районе села Ясногородка Вышгородского района Киевской области Украинской ССР он участвовал в отражении контратак немецких войск.
Указом Президиума Верховного Совета СССР от 17 октября 1943 года старший сержант Пётр Карамушко был удостоен высокого звания Героя Советского Союза с вручением ордена Ленина и медали «Золотая Звезда».
После окончания войны Карамушко служил в Военно-морском флоте СССР. В 1947 году он окончил Высшие военно-политические курсы. В 1965 году в звании капитана 3-го ранга он вышел в отставку. Проживал в Одессе, работал в Одесском институте инженеров морского флота.
Был также награждён орденами Отечественной войны 1-й степени и Красной Звезды, рядом медалей.